# Eliza Jane
Eliza Jane (Southern Pines, 7 settembre 1993) è un'attrice pornografica statunitense.

## Biografia
Eliza Jane è nata in Florida e ha lavorato per diversi siti di camgirl.
Ha debuttato nell'industria pornografica a 23 anni nel 2016 grazie all'agenzia East Coast Talents. Da allora ha girato oltre 140 scene, lavorando per diverse case di produzione quali Digital Sin, Evil Angel, Digital Playground, Jules Jordan Video e altre.
Nel 2019 ha vinto 2 AVN, uno come miglior attrice per Anne: A Taboo Parody e l'altro per la miglior scena fra ragazze.

## Riconoscimenti
- AVN Awards
  - 2019 – Best Actress per Anne: A Taboo Parody[3]
  - 2019 – Best All-Girl Sex Scene per A Flapper Girl Story con Ivy Wolfe e Jenna Sativa[3]